# Dödsångest

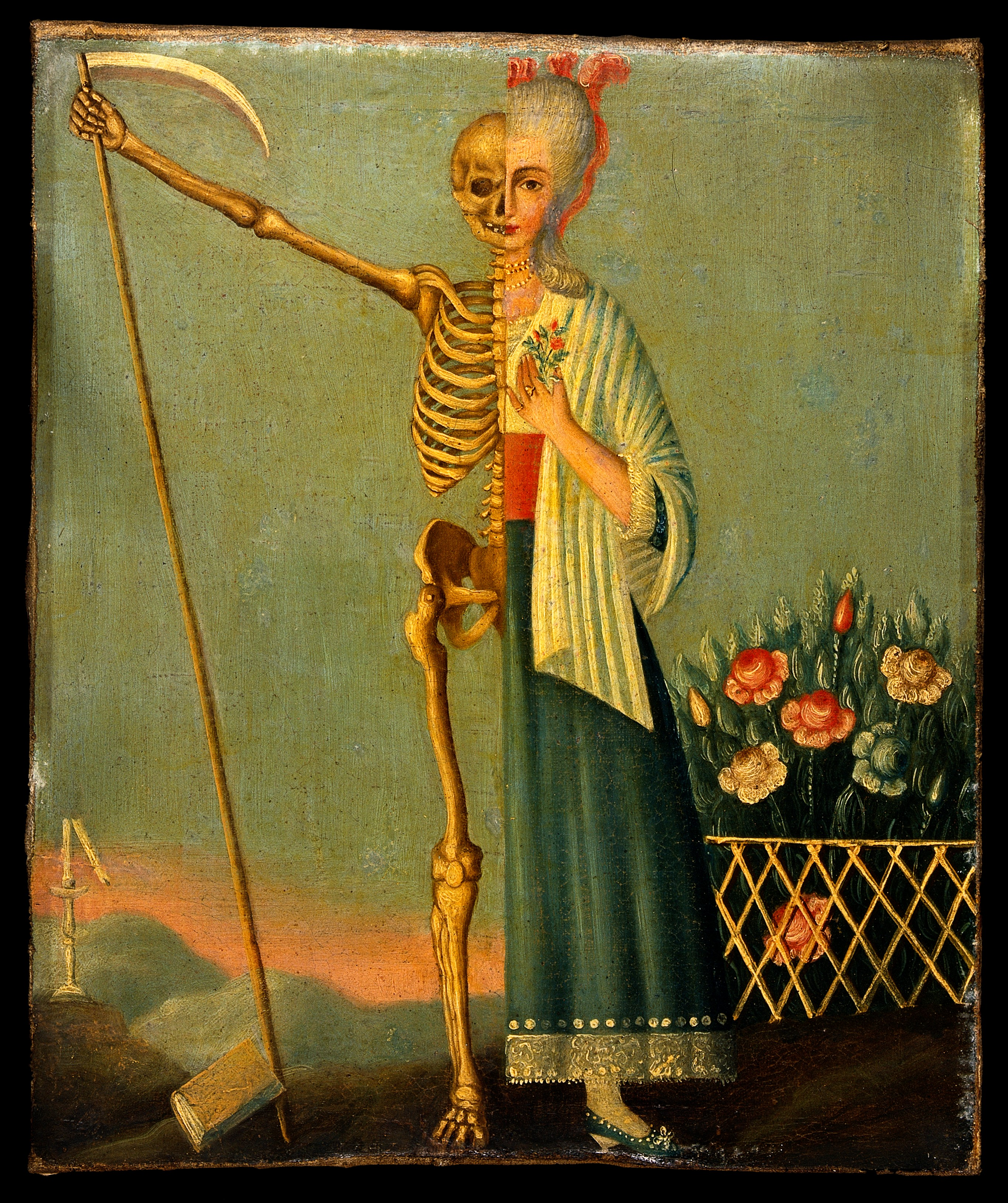
Dödsångesten hör samman med kunskapen om dödens oundviklighet.

Dödsångest eller thanatofobi är en rädsla för sin egen död, eller för sitt pågående eller framtida döende. En definition av dödsångest är att det är en känsla av skräck eller oro för, eller upptagenhet vid tanken på att vara döende eller att inte längre finnas. Fenomenet kallas också thanatofobi (dödsskräck), och skiljs från nekrofobi som innebär en rädsla för döda eller döende personer eller varelser.

## Varianter
Robert Langs urskiljer tre varianter av dödsångest.

### Predatorisk dödsångest
Predatorisk dödsångest uppkommer av rädslan att bli skadad. Det är den mest grundläggande och äldsta formen av dödsångest, och kan härledas till egenskaper hos encelliga organismers adaption. Encelliga organismer har utvecklat receptorer som reagerar på yttre hot, samt mekanismer för självbevarelse och reaktioner som vid möte med kemiska eller fysiska angrepp eller faror ökar chansen till överlevnad. Detta slags dödsångest uppkommer hos människor i flera situationer av fara som utgör hot mot personens liv. Sådana trauman kan vara psykiska eller fysiska, eller både och. Vid predatorisk dödsångest mobiliseras personens adaptiva resurser och leder till flykt- och kamprespons, vilket är en aktiv ansträngning att bekämpa en fara eller undkomma den.

### Predatordödsångest
Predatordödsångest är ett slags dödsångest som uppkommer när en person skadar någon annan, fysiskt eller psykiskt. Denna variant av dödsångest följer ofta med en omedveten skuldkänsla. Skuldkänslan ifråga motiverar till och främjar en rad självständiga beslut och handlingar hos den som skadar andra..

### Existentiell dödsångest
Existentiell dödsångest grundar sig på kunskapen och medvetenheten om att livet kommer att ta slut.  Det sägs att existentiell dödsångest har ett direkt samband med språket, det vill säga att människans utveckling av språket har skapat grunden för dödsångesten genom de kommunikativa och beteendemässiga förändringar som den bidrar till. Existentiell dödsångest uppfattas som den starkaste av varianterna. Med språket följer medvetandegörelse om att en själv är åtskild från de andra, ett begrepp om den personliga identiteten, och en förmåga att förutse framtiden. Människan försvarar sig mot denna dödsångest genom förnekelse, vilket åstadkoms genom en rad mentala mekanismer och handlingar, varav många är omedvetna. Medan lite förnekelse är adaptivt, är mycket förnekelse känslomässigt kostsamt.
Medvetandet om människans dödlighet uppstod för omkring 150 000 år sedan. Under den förhållandevis korta tiden sedan dess har människan utvecklat flera försvarsmekanismer mot dödsångesten som medvetenheten skapat - förnekelse i flera former. Förnekelse ligger med andra ord bakom flera sinsemellan olikartade handlingar som regelbrott och gränsöverskridande, maniska fester och högtidlighållanden, våld mot andra, strävanden efter att uppnå extremt välstånd eller makt - och mycket mer. Sådana beteenden börjar ofta i anslutning till ett dödsrelaterat trauma, och medan det å ena sidan kan ge gynnsamt resultat får de å andra sidan oftast inte det utan leder vanligen till egen eller andras skada eller ödeläggelse.

## Teorier

### Thanatofobi

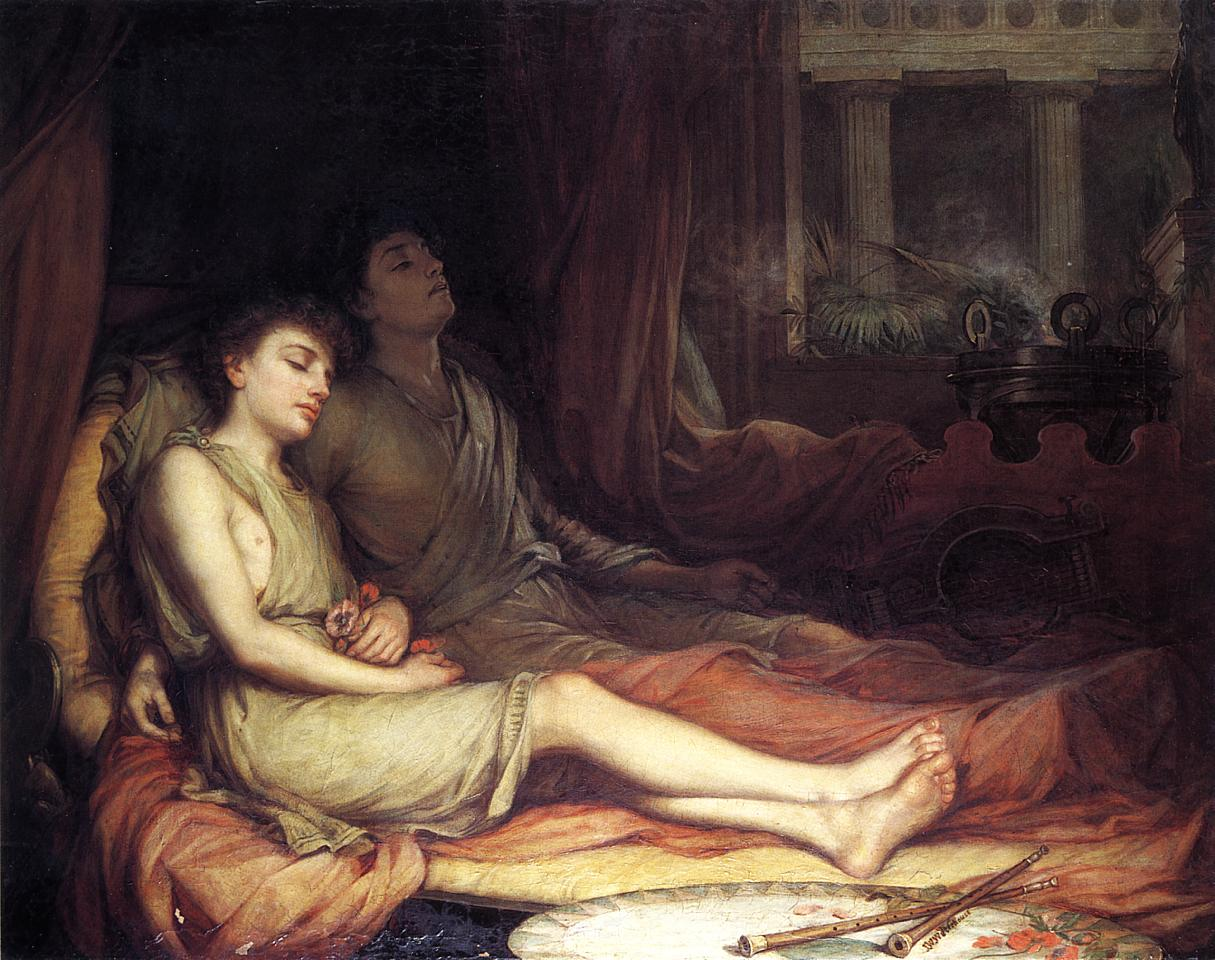
Thanatofobi är uppkallat efter den grekiske dödsguden Thanatos som enligt mytologin var bror till sömnen, här gestaltade av John William Waterhouse.

Sigmund Freud antog att människor uttrycker rädsla för döden, vilket kallas thanatofobi. Han uppfattade detta som en förklädnad för en djupare oro. Det var inte egentligen döden som människor var rädda för, för enligt Freuds uppfattning tror ingen på sin egen död. Det omedvetna befattar sig inte med tidsaspekter eller negationer, varmed det inte heller beräknar återstoden av tid man själv har att leva. Vidare kan man inte vara rädd för sin egen död, eftersom man inte har någon sådan tidigare erfarenhet. Människor som uttrycker dödsrelaterade rädslor, försöker egentligen förhålla sig till olösta konflikter från barndomen som de inte på något annat sätt kan ge ord åt eller uttrycka känslor om. Ordet thanatofobi har bildats från den grekiska dödsguden som kallas Thanatos.

### Visdom: egointegritet vs misströstan
Utvecklingspsykologen Erik H. Erikson formulerade en psykologisk teori som förklarade att människor genomgår serier av kriser allt medan de blir äldre. Teorin innefattar också uppfattningen att så fort som en människa nått de sista livsfaserna, så uppnås en nivå som han kallar "egointegritet". Egointegritet innebär att man har förlikat sig med sitt liv och accepterar det. Det föreslogs också att när en person uppnått det senare vuxenlivet, så kommer vederbörande att gå igenom sitt förflutna. När man kan finna en mening eller ett syfte med sitt liv, har man uppnått ett stadium av integritet. När människor istället uppfattar sitt förflutna som en serie misslyckanden och förlorade möjligheter, uppnår de däremot inte integritet. Äldre som uppnått egointegritet antas erfara mindre dödsångest.

### Terror Management theory
Ernest Beckers teorier grundade sig på dennes uppfattning om existensen, och förde teorierna om dödsångest till nya dimensioner. Det brukar sägas att dödsångest inte bara är verklig, utan att den i själva verket utgör människans djupast grundade angelägenhet. Han förklarade ångesten som så intensiv att den kan orsaka rädslor och fobier i vardagen -  rädslor att vara ensam eller instängd i ett begränsat rum. Med utgångspunkt i denna teori vore människors dagliga beteenden sprungna ur försök att förneka döden och därigenom reglera ångesten.
Allt medan en människa blir medveten om dödens oundviklighet, kommer vederbörande att instinktivt försöka hålla den tillbaka. Metoden att hålla döden borta är vanligen kulturellt betingad och integrerar kulturella uppfattningar, och leder personen till att söka stöd från samhället istället för att kämpa ensam. Detta beteende innefattar allt från att tänka på döden, till svårartade fobier och desperata handlingar.

### Varandet, tiden,och dasein
Den tyske filosofen Martin Heidegger beskrev å ena sidan döden som något slutligt och ödesbestämt i den bemärkelsen att den är ofrånkomlig för alla människor, men å andra sidan att den avslöjar sin obestämda natur genom det faktum att man aldrig vet när eller hur döden kommer att komma. Heidegger hänger sig inte åt spekulationer om huruvida ett varande efter döden är möjligt. Han argumenterar för att all mänsklig existens är innesluten i tid: förflutet, nutid, och framtid, och medan vi tar framtiden i beaktande skaffar vi oss ett begrepp för döden. Detta ger sedermera Angst (ångest). Ångest kan leda somliga till en tydlig förståelse att döden skulle kunna vara ett annat sätt att existera, vilket Heidegger kallar "klargörelse". Ångest kan därför befria människor angående existensen, men bara om människorna kan sluta förneka sin död.

### Andra teorier
Andra teorier om dödsångest framställdes under senare åren av 1900-talet. Det existentiella förhållningssättet, med teoretiker som Rollo May och Viktor Frankl, betraktar en människas personlighet som avgjord av återkommande val och beslut angående livets realiteter och döden. Ett annat förhållningssätt är "regret theory" som lades fram av Adrian Tomer och Grafton Eliason. Den senare teorin försöker framför allt ringa in hur människor bedömer kvaliteten och värdet på sina liv. Utsikten att dö gör människor vanligen mera ångestfyllda om de känner att de inte har någon, eller inte kan fullfölja en, god uppgift i livet de lever.  Forskare har försökt utröna vilka faktorer som påverkar mängden ångest människor upplever i livet.

### Personliga föreställningar om döden
Människor utvecklar föreställningar och förknippar dem med objekt och händelser i sin omgivning, vilket utgör grunden för människors känslomässiga reaktioner och beteenden. Människor tenderar att utveckla en personlig föreställning om döden, vilken följaktligen kan uppfattas positiv eller negativ hos olika människor. Om föreställningen är positiv kan den göra människan mera bekväm, och enligt idén om att en människas handlingar kan ge ringar på vattnet spilla över på andra människor som fortfarande lever. Om föreställningen är negativ kan den orsaka ett känslomässigt kaos. Beroende på vilken betydelse man tillskriver döden, kommer följderna variera beroende på om föreställningen är positiv eller negativ.